# فاصلة عليا
الفاصلة العليا (') هي علامة ترقيم، وأحياناً علامة تشكيل، تُستخدم في لغات الأبجدية اللاتينية وفي بعض الحروف الهجائية الأخرى.

## الاختلافات العالمية
تُستعمل الفاصلة العلوية لأكثر من غرض في مختلف اللغات، وفي اللغة الإنجليزية تستعمل: 
- علامة حذف حرف أو أكثر (كما في الصيغة المختصرة للفعل do not إلى don't).
- علامة لحالة الملكية (كما في eagle's feathers أو girl's parents).
- علامة على جمع الحروف المفردة (مثل p's and q's, three a's, four i's, and two u's, Oakland A's).